# Lombitsikala coccidivora
Lombitsikala coccidivora är en stekelart som beskrevs av Jean Risbec 1957. Lombitsikala coccidivora ingår i släktet Lombitsikala och familjen sköldlussteklar.
Artens utbredningsområde är Madagaskar. Inga underarter finns listade i Catalogue of Life.